# 13615 Manulis
13615 Manulis este un asteroid din centura principală de asteroizi.

## Descriere
13615 Manulis este un asteroid din centura principală de asteroizi. A fost descoperit pe 28 noiembrie 1994 la Observatorul Palomar de Carolyn S. Shoemaker și David H. Levy. Asteroidul prezintă o orbită caracterizată de o semiaxă mare de 2,60 ua, o excentricitate de 0,21 și o înclinație de 12,7° în raport cu ecliptica.